# 栗林友二
栗林 友二（くりばやし ともじ、1898年1月3日 - 1977年8月8日）は、日本の実業家・篤志家・馬主。

## 経歴
実業家・政治家の栗林五朔の息子として北海道に生まれる。札幌中学を経て東京帝国大学農学部獣医学科を卒業後、イギリス・ケンブリッジ大学に留学。帰国後は父が興した栗林商船に入社し、後に会長を務めた。本業の傍らで競走馬の馬主としても著名であり「ミスター・ケイバ」と呼ばれ、全日本馬主協会連合会（現・日本馬主協会連合会）会長などを歴任した（後述）。1977年8月8日、肺炎により79歳で死去。

## 人物
- 趣味は競馬（馬主活動については後述）、柔道、剣道、ゴルフ[1]。
- 創価学会の会員であった[1]。

## 親族
兄は栗林商船や栗林商会社長、政治家などを務めた栗林徳一。弟には南方林業の社長を務めた栗林定四朗がいる。長男・定友は栗林商船、三男・英雄は栗林運輸の社長を務めた。

## 馬主活動
馬主としても知られた。勝負服の柄は青、茶襷、赤袖、冠名には「クリ」を用いた。
叔父の水梨岩太郎の死去に際してその所有馬を譲り受けたことを活動の端緒とし、「変則三冠馬」クリフジ（JRA顕彰馬）、帝室御賞典・秋優勝馬クリヒカリ（坂本清五郎から購買。旧名：アルバイト）などを所有。前後して千葉県の羽田牧場の土地を購買して大東牧場を創設し、1952年のクラシック二冠馬クリノハナ、さらにその産駒から天皇賞優勝馬クリペロとクリヒデを生産した。日本においてオーナーブリーダーという存在を確立した人物とも評される。ほか、故郷室蘭のユートピア牧場も買収している。馬の購買に当たっては縁起を担ぎ、栗毛の馬しか選ばなかった。
1951年に全日本馬主協会連合会が創設されると、その初代会長に就任。会として軽種馬生産農業協同組合、全日本調教師騎手連合会と共に、当時国営であった競馬の民営化を推進し、日本中央競馬会発足後は運営審議会委員に任命された。馬主会では会長退任以降顧問を務め、表に出ることがなかったが、1965年に小川乕三、川端佳夫の要請を受けて日本馬主協会連合会の第3代会長に就任、一期2年を務めた。退任後は名誉会長職が新設され、1975年までその地位にあった。
自身が獣医師資格を持ち、馬術にも長けていたことから、馬に関しては非常な自信家であった。また、三船久蔵に教えを受け、柔道七段という練達の人物であり、三船と一緒に落馬時の受け身の取り方について騎手・調教師に対する講習を行ったこともあった。
なお、息子・英雄も馬主として活動しており、ライスシャワー（1992年菊花賞、1993年日経賞、天皇賞・春 1995年天皇賞・春）を所有していたことで知られている。

## 主な所有馬
※括弧内は当該馬の優勝重賞競走。太字は八大競走。
- クリヒカリ（1943年帝室御賞典・秋など重賞2勝）※坂本所有時に横浜農林省賞典四歳呼馬優勝。
- クリフジ（1943年東京優駿競走、阪神優駿牝馬、京都農商省賞典四歳呼馬など重賞4勝）
- クリヤマト（1944年農林省賞典四歳）

大東牧場産
- クリススム（1947年札幌記念）
- クリミノル（1951年クモハタ記念）
- クリノハナ（1952年皐月賞、東京優駿）

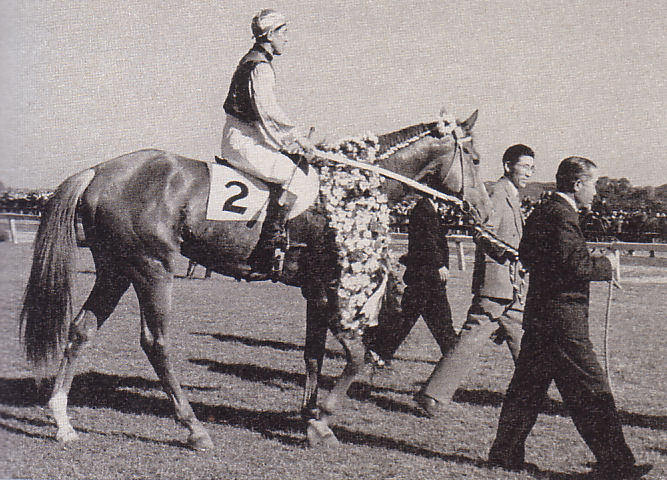
東京優駿を制し凱旋するクリノハナ陣営
（1952年5月25日 前列奥が友二）

- クリチカラ（1954年目黒記念・春 1955年安田賞、日本経済賞、金杯・東 1956年スプリングハンデキャップ）
- クリペロ（1960年天皇賞・春など重賞5勝）
- クリバン（1960年東京牝馬特別）
- クリヒデ（1962年天皇賞・秋）
- クリアヤメ（1968年カブトヤマ記念）
- クリケント（1972年中山牝馬ステークス）
- クリイワイ（1973年金杯・東、アメリカジョッキークラブカップ）
- クリユタカ（1973年中山大障害・秋）

ユートピア牧場産
- クリライト（1964年京王杯スプリングハンデキャップ）
- クリベイ（1964年クモハタ記念 1965年函館記念）
- クリカシワ（1969年函館記念、京阪杯）
- クリシバ（1970年京王杯オータムハンデキャップ、毎日王冠、セントライト記念、ダービー卿チャレンジトロフィー）

## 篤志活動
1968年に東京で医師が心身障害児の子供と無理心中を図った事件が起きた際、心身障害児に対する支援金として読売新聞社に2000万円を寄付。これに読売が応える形で「読売愛のプレゼント協会」が発足し、1971年には読売光の事業団と合併して社会福祉法人読売光と愛の事業団に発展した。
また、友二は競馬の賞金についても寄付に回しており、クリヒデの天皇賞優勝賞金をNHKと日経新聞社に寄付したことを始めとして、以後重賞を勝つごとに方々へ寄付を行っていた。また、太平洋戦争中には故郷・北海道から出征する兵士に対して知遇の有無に関わらず10円ずつの餞別を渡しており、その総額は約1000万円に昇った。